# 화산 분기점
화산 분기점(花山分岐點, Hwasan Junction, 화산JC)은 경상북도 영천시 화산면 가상리와 암기리에 걸쳐 설치된 새만금포항고속도로와 영천상주고속도로가 만나는 분기점이다. 영천상주고속도로 상주 방향에서 새만금포항고속도로 포항 방향으로의 진출과 새만금포항고속도로 포항 방향에서 영천상주고속도로 상주 방향으로의 진출이 불가능하다.

## 연혁
- 2012년 4월 4일 : 분기점 신설을 위해 영천시 도시계획시설 교통광장에 화산면 가상리 일원과 화산면 암기리 일원을 고시[1]
- 2017년 6월 28일 : 상주영천고속도로 개통과 함께 통행 개시[2]

## 구조물 정보
- 위치: 경상북도 영천시 화산면 가상리, 암기리
- 영업소: 경상북도 영천시 화산면 가래실로 257-38

## 접속하는 노선

### 대구・포항방면
- 새만금포항고속도로 (22-1번)

### 상주・영천방면
- 영천상주고속도로 (6번)

## 교통량 정보
원톨링 시스템에 의해 집계된 영천상주고속도로를 통과한 차량 기준이다.
| 요금소                   | 통행량 (대/일) | 통행량 (대/일) | 통행량 (대/일) | 각주  |
| 요금소                   | 2017년         | 2018년         | 2019년         | 각주  |
| ------------------------ | -------------- | -------------- | -------------- | ----- |
| 화산분기점 입구 (폐쇄식) | 2,625          | 0              | 0              | [ 3 ] |
| 화산분기점 출구 (폐쇄식) | 2,184          | 2,201          | 2,417          | [ 3 ] |